# John W. Raymond
John W. Raymond (n. 1962) es un militar estadounidense que es el jefe de Operaciones Espaciales de la Fuerza Espacial de los Estados Unidos desde 2019.

## Biografía
Se graduó en la Universidad Clemson (Carolina del Sur) y unió a la Fuerza Aérea de los Estados Unidos en 1984; sirvió en diferentes destinos. Fue comandante de la 14.ª Fuerza Aérea (Fourteenth Air Force), del Joint Force Space Component Command y del Mando Espacial de la Fuerza Aérea. En 2019 fue nombrado jefe de Operaciones Espaciales de la nueva Fuerza Espacial de los Estados Unidos.

| Predecesor: - | jefe de Operaciones Espaciales diciembre de 2019- | Sucesor: - |